# Plaza de la Liberación

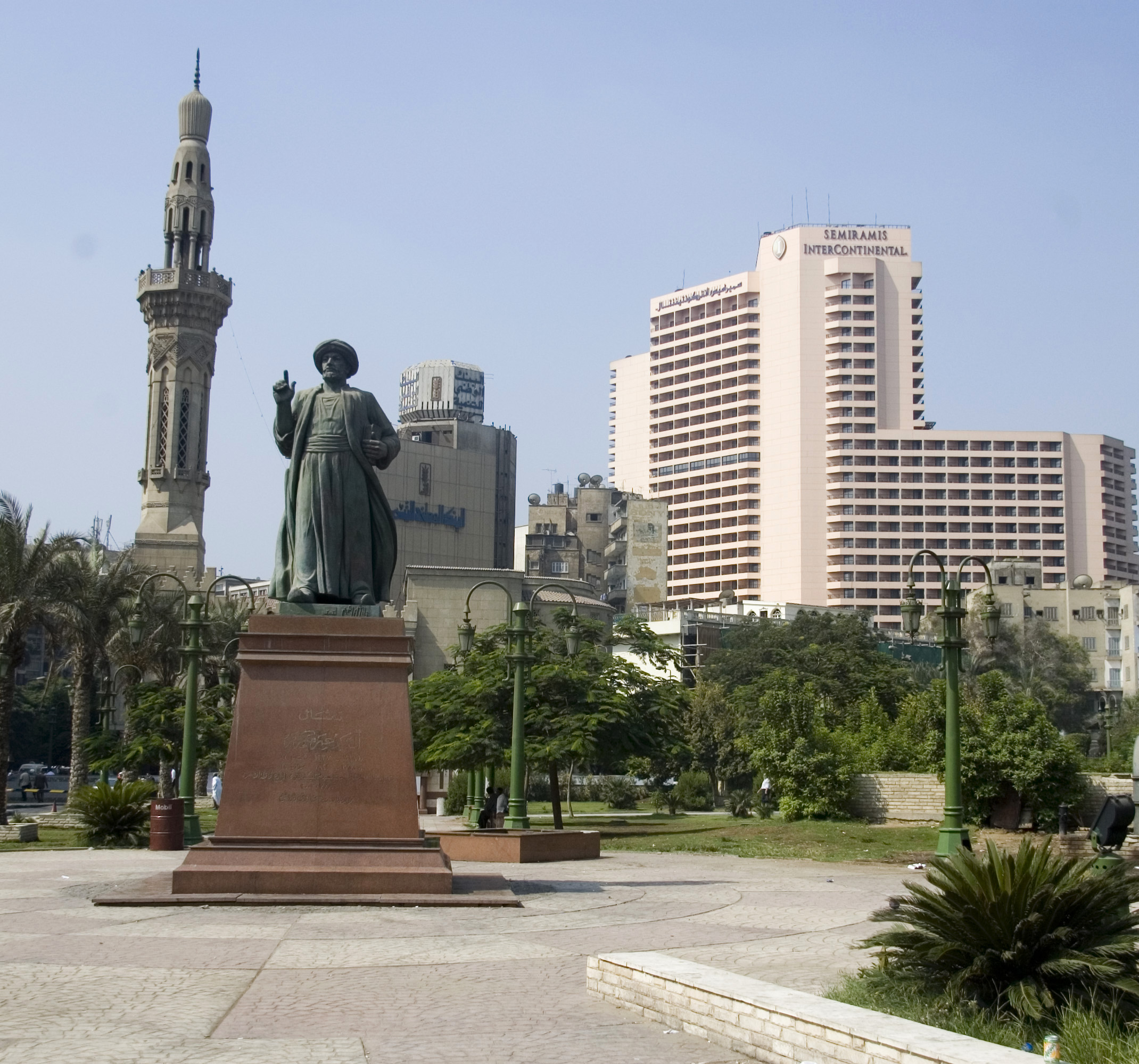
Estatua de Omar Makram en la plaza de la Liberación.

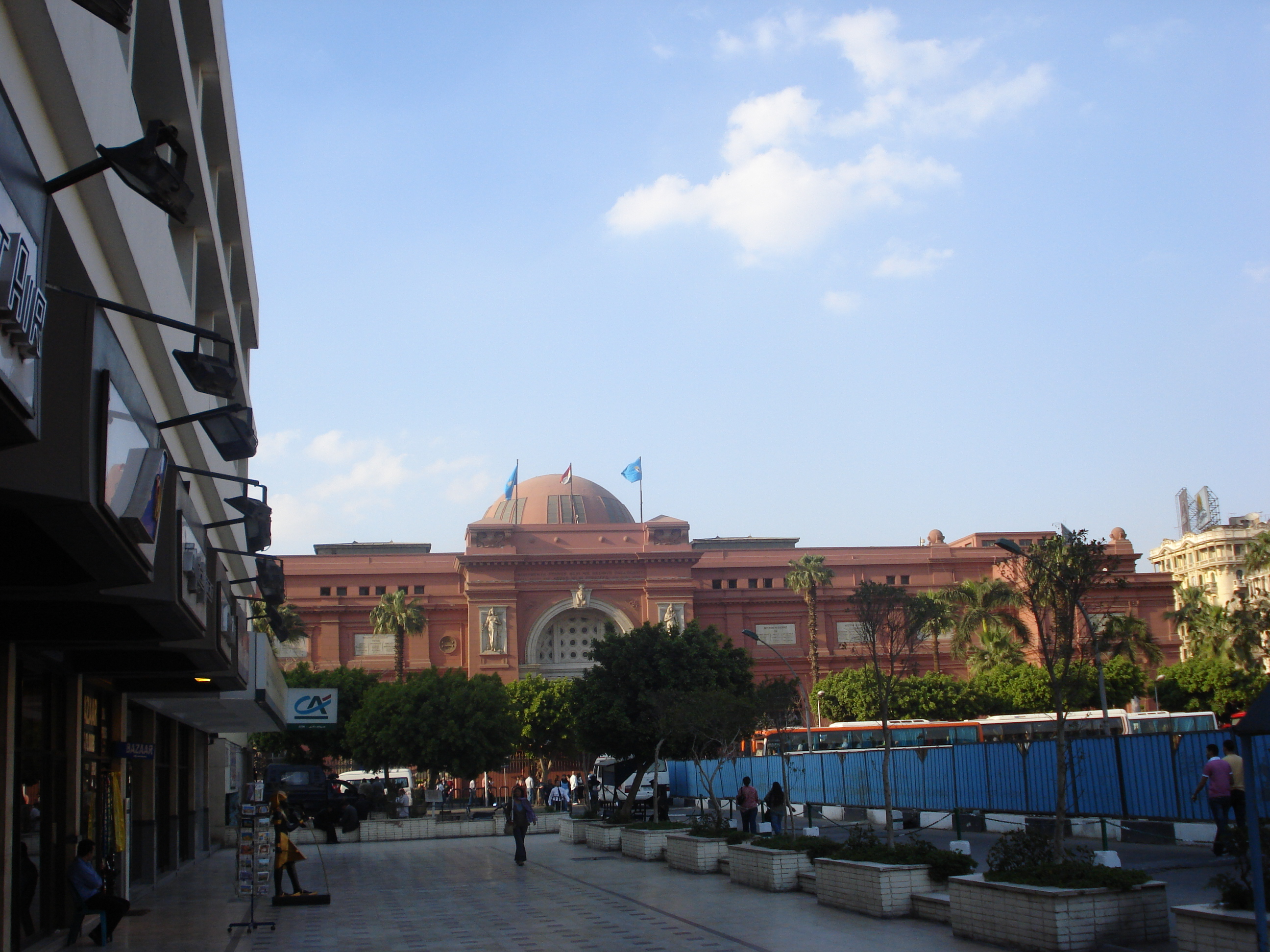
Plaza Tahrir. Al fondo, el Museo Egipcio.

La plaza de la Liberación o plaza Tahrir (en árabe: ميدان التحرير‎, transcrito mydān āt-taḥryr) es la mayor plaza pública del centro urbano de El Cairo, Egipto. La plaza fue llamada originalmente "Midan Ismailia", después del mandato del virrey Ismail, quien promovió el nuevo diseño del centro urbano de El Cairo. Después de la Revolución de Egipto de 1952, que transformó a Egipto de una monarquía constitucional en una república, la plaza fue renombrada como "Midan Tahrir" o plaza de la Liberación, como ya se ha dicho al principio.

## Descripción
La plaza de la Liberación se encuentra en el extremo occidental de la histórica calle Qasr al-Ayn y cerca del puente Qasr al-Nil, que cruza el río Nilo. Circunvalando la plaza, están: el Museo Egipcio, el edificio de la sede Partido Nacional Democrático (PND), el Mogamma (edificio gubernamental), la sede de la Liga Árabe, el Hotel Nilo y el campus de la Universidad Americana de El Cairo.
El Metro de El Cairo tiene una parada en la plaza de la Liberación, la llamada Estación de Sadat, que une dos líneas del centro de El Cairo, vinculando Guiza, Maadi y Helwan al resto del Área Metropolitana de El Cairo.
En la plaza, hay una estatua del jeque Omar Makram, erigida en 2003.

## Historia

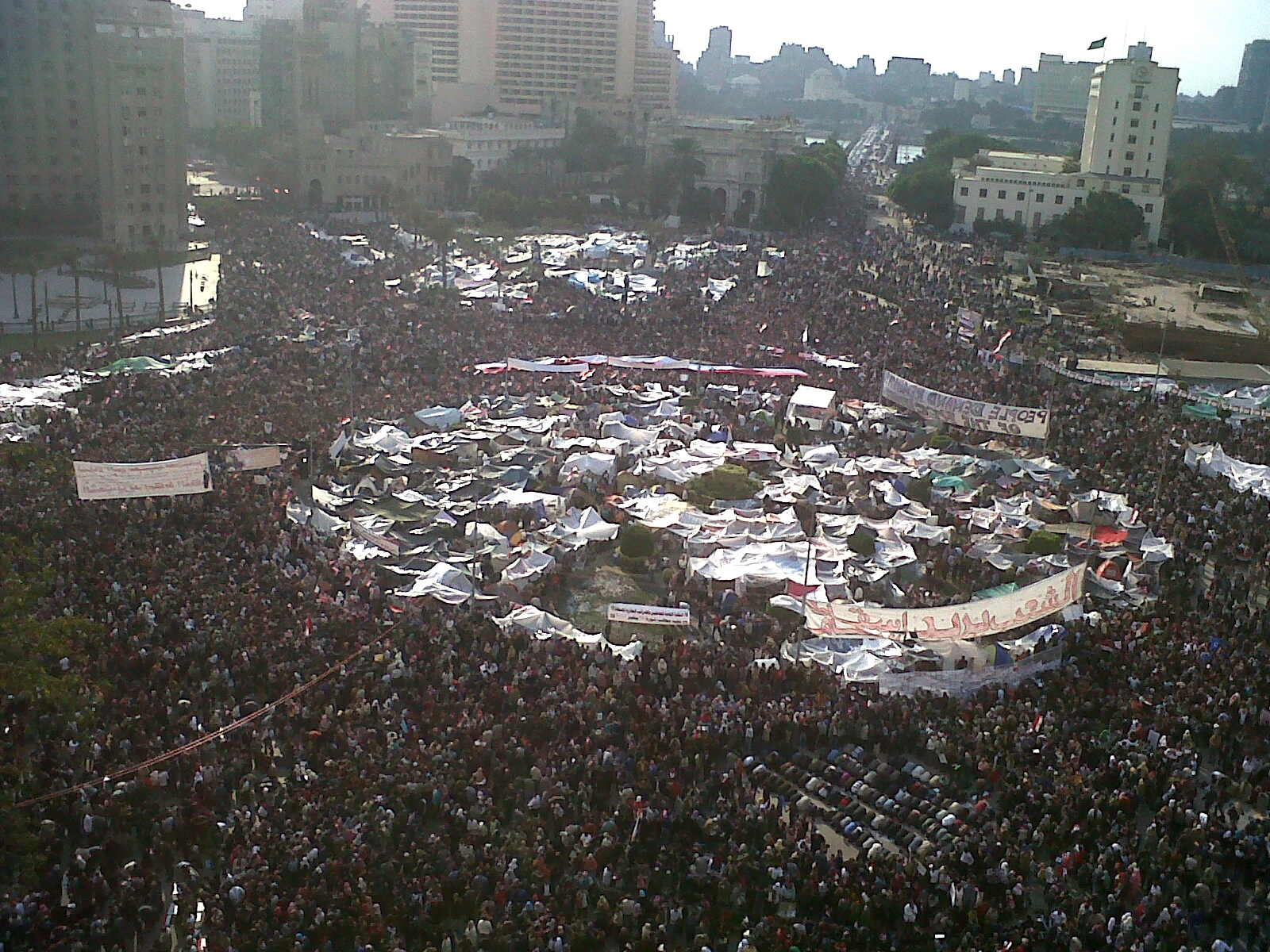
Aspecto de la plaza de la Liberación el 8 de febrero de 2011, durante la revolución egipcia que derrocó a Hosni Mubarak.

La plaza de la Liberación ha sido testigo de numerosas protestas y manifestaciones en el correr de los años, incluyendo las protestas de 1977 y de marzo de 2003, esta última contra la guerra de Irak.

### Protestas del 2011
La plaza de la Liberación fue una de las principales zonas de reunión durante las protestas en Egipto de 2011, y la principal en El Cairo. Más de 15.000 manifestantes ocuparon la plaza el 25 de enero, y los servicios de telefonía de la zona fueron cortados durante las protestas. En los días siguientes, la plaza continuó siendo el principal foco de protestas de la ciudad. Durante el 29 de enero, aviones de combate de las FF.AA. egipcias volaron a baja altura sobre la multitud reunida en la plaza. Corresponsales de la BBC informaron que el 30 de enero, el séptimo día de las protestas, los manifestantes en la plaza habían aumentado por lo menos a 50.000 personas, y el 31 de enero corresponsales de Al Jazeera anunciaron que las manifestaciones habían aumentado por lo menos en 250.000 personas. Al día siguiente, el 1 de febrero, Al Jazeera comunicó que más de un millón de manifestantes se habían reunido en la plaza y las calles adyacentes.